# Christian-Maximilien, comte Spener
Pour les articles homonymes, voir Spener.
Fils de Philippe-Jacques Spener et frère de Jacques-Charles Spener, né le 31 mars 1678 à Francfort, mort le 5 mai 1714 à Berlin. Il étudia la médecine à Giessen, et y prit le bonnet de docteur. Après avoir visité Strasbourg et la Hollande, il s'établit à Berlin (1701), et fut nommé médecin de la cour. Il professa l'art héraldique, où il était très versé, dans l'académie des nobles (1703), puis l'anatomie au théâtre anatomique (1713). Il reçut aussi la charge de premier héraut d'armes et le titre de comte palatin (1711). Il a laissé une traduction allemande de la Myographia de Brown (1704, in-fol.), et plusieurs ouvrages manuscrits sur l'art héraldique.

## Œuvre
- Seidler, Universal-Lexikon.
- Haag frères, France protest.
- J.-W. Berger, De Dito doctrinaque J.-C. Speneri; Leipz., 1730, in-4°.

## Sources
- Dictionnaire de Chaudon 1821 - Tome 25
- Nouvelle biographie générale Hoefer 1852-1866 Tome 44